# Abdullah as-Sanusi
Abdullah as-Sanusi (arabisch عبد الله السنوسي, DMG ʿAbd Allāh as-Sanūsī; * 1949 im Sudan) ist ein Schwager des ehemaligen libyschen Revolutionsführers und Herrschers Muammar al-Gaddafi. Er ist mit einer Schwester von Gaddafis Frau verheiratet und galt lange als sein vertrautester Helfer.

## Leben

### Aufstieg
Laut der Zeitung The Guardian eilt ihm seit den 1970er Jahren der Ruf besonderer Brutalität voraus. Während der 1980er Jahre, als viele politische Konkurrenten Gaddafis getötet wurden, war er Chef der Sicherheitskräfte. Er soll Abdel Basset Ali al-Megrahi, der für den Lockerbie-Anschlag verantwortlich war, als Geheimdienstoffizier angeworben haben. Viele Libyer halten ihn für den Verantwortlichen an dem Massaker an über 1200 Häftlingen des Abu-Salim-Gefängnisses 1996. 1999 wurde er in Frankreich für den am 19. September 1989 erfolgten Bombenanschlag auf den Flug 772 der Union de Transports Aériens, bei dem 171 Menschen über Niger den Tod fanden, in Abwesenheit verurteilt. Seitdem war es ihm nicht mehr möglich, das Land zu verlassen. In jüngerer Vergangenheit wurde er als Hauptverantwortlicher für den militärischen Geheimdienst angesehen, wobei unklar war, ob er einen offiziellen Rang bekleidete. Es wird ferner angenommen, dass er 2003 an Planungen zur Ermordung des damaligen saudischen Kronprinzen, Abdullah ibn Abd al-Aziz beteiligt war.

### Bürgerkrieg 2011
Im Verlauf des Bürgerkriegs berichteten libysche Zeitungen am 1. März 2011, dass Gaddafi ihn von seinen Aufgaben entbunden habe. Am 16. März 2011 beantragte der Chefankläger des Internationalen Strafgerichtshofs, Luis Moreno Ocampo, Haftbefehl gegen ihn wegen Verbrechen gegen die Menschlichkeit. Am 9. September 2011 wurde er, gemeinsam mit Muammar al-Ghadhafi und dessen Sohn Saif al-Islam, von Interpol zur Fahndung ausgeschrieben und soll am 20. November 2011 festgenommen worden sein. Verteidigungsminister Usama al-Dschuwaili bestritt am 24. November jedoch seine Festnahme.
Am 17. März 2012 wurde Abdullah as-Sanusi auf dem Flughafen von Nouakchott von den mauretanischen Behörden festgenommen. Er kam mit einem gefälschten malischen Pass aus Casablanca. Zwei Tage später beantragte die libysche Regierung die Auslieferung von as-Sanusi. Seine Überstellung forderten auch Frankreich und der Internationale Strafgerichtshof. Am 5. September 2012 lieferte Mauretanien Sanusi nach Libyen aus.

### In Haft
Am 7. Februar 2012 urteilte der Internationale Strafgerichtshof, dass Libyen verpflichtet sei, as-Sanusi nach Den Haag auszuliefern. Dieser Verpflichtung kam Libyen jedoch nicht nach. Mitte Juni 2013 gab die Generalstaatsanwaltschaft bekannt, dass der Prozess gegen as-Sanusi im August beginnen und mit den Verfahren gegen Saif al-Islam al-Gaddafi, al-Baghdadi Ali al-Mahmudi und Mansur Dao zusammengelegt werden soll. Am 24. Juli 2014 wurde das Verfahren gegen ihn aufgrund einer Entscheidung der Berufungskammer eingestellt, wonach der Internationale Strafgerichtshof keine Zuständigkeit habe.
Am 2. September 2013 entführten Unbekannte seine Tochter, Al-Anud al-Senussi, die nach ihrer Freilassung die Haftanstalt in Tripolis in einem Konvoi verließ. Sie war wegen Grenzübertritts mit einem gefälschten Pass zu 10 Monaten Gefängnis verurteilt worden. Am 8. September wurde sie von den Entführern freigelassen und floh zu Angehörigen im Süden Libyens.
Am 28. Juli 2015 verhängte ein Gericht in Tripolis die Todesstrafe. Zusammen mit as-Sanusi wurden acht weitere Personen, darunter Saif al-Islam al-Gaddafi, zum Tode verurteilt.